# Plethodontohyla

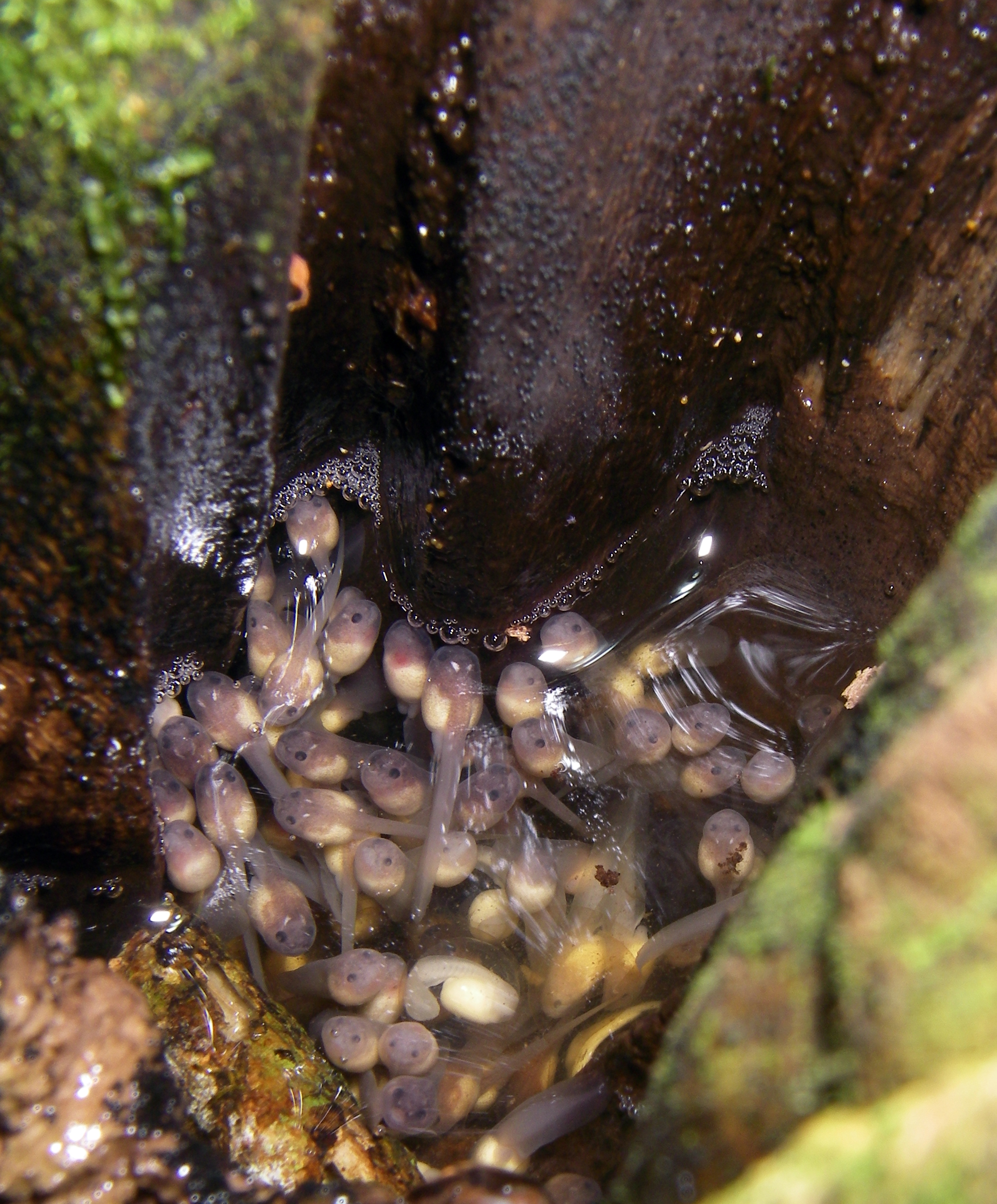
Kaulquappen von Plethodontohyla mihanika in einer Baumhöhle

Plethodontohyla ist eine Gattung der Froschlurche aus der Unterfamilie der Madagaskar-Engmaulfrösche (Cophylinae) in der Familie der Engmaulfrösche (Microhylidae).

## Beschreibung
Die Pupillen sind vertikal. Die Zunge ist oval, ganzrandig und hinten frei abhebbar. Die Gaumenzähne sind hinter den Choanen in einer langen Querreihe angeordnet. Das Trommelfell ist mehr oder weniger undeutlich zu sehen. Die Finger sind frei. Die Zehen sind frei oder an der Basis durch Schwimmhäute verbunden. Diese greifen nicht zwischen die Metatarsen der 4. und 5. Zehe ein. Finger- und Zehenspitzen sind zu deutlichen Haftscheiben verbreitert und besitzen T-förmige Endphalangen. Die Coracoide sind kräftig. Die Praecoracoide und das Omosternum fehlen. Das Sternum ist sehr klein und knorpelig. Die Querfortsätze des Sakralwirbels sind schwach verbreitert.

## Vorkommen
Die Gattung ist auf Madagaskar endemisch.

## Systematik
Die Gattung Plethodontohyla wurde 1882 von George Albert Boulenger erstbeschrieben. Sie umfasst 11 Arten:
Stand: 20. März 2019
- Plethodontohyla alluaudi (Mocquard, 1901)[3]
- Plethodontohyla bipunctata (Guibé, 1974)
- Plethodontohyla brevipes Boulenger, 1882
- Plethodontohyla fonetana Glaw, Köhler, Bora, Rabibisoa, Ramilijaona & Vences, 2007
- Plethodontohyla guentheri Glaw & Vences, 2007
- Plethodontohyla inguinalis Boulenger, 1882
- Plethodontohyla laevis (Boettger, 1913)[3]
- Plethodontohyla mihanika Vences, Raxworthy, Nussbaum & Glaw, 2003
- Plethodontohyla notosticta (Günther, 1877)
- Plethodontohyla ocellata Noble & Parker, 1926
- Plethodontohyla tuberata (Peters, 1883)

Rhombophryne matavy D’Cruze, Köhler, Vences & Glaw, 2010 wurde 2015 in die Gattung Plethodontohyla gestellt, aber von anderen Autoren bei Rhombophryne belassen.
- Rhombophryne alluaudi (Mocquard, 1901) befindet sich nach einer Revision von 2018 nun als Plethodontohyla alluaudi in der Gattung Plethodontohyla. In derselben Revision wurde Plethodontohyla laevis als eigene Art wiedererrichtet, nachdem sie seit 1991 als Synonym von Plethodontohyla alluaudi angesehen worden war.[3]